# Comuna Zapsillea, Kremenciuk
Zapsillea (în ucraineană Запсілля) este o comună în raionul Kremenciuk, regiunea Poltava, Ucraina, formată din satele Kramarenkî, Stepivka și Zapsillea (reședința).

## Demografie
Componența lingvistică a comunei Zapsillea
     Ucraineană (92,58%)
     Rusă (7,03%)
     Alte limbi (0,39%)
Conform recensământului din 2001, majoritatea populației comunei Zapsillea era vorbitoare de ucraineană (92,58%), existând în minoritate și vorbitori de rusă (7,03%).